# Rod Sellers
Walter Roderick Sellers, más conocido como Rod Sellers, es un jugador de baloncesto ya retirado nacido en Florence (Carolina del Sur), que tras ser uno de los jugadores más importantes en la historia de la Universidad de Connecticut, desarrolló toda su carrera profesional en Europa donde logró títulos importantes como el de campeón de la liga francesa o campeón de la copa turca.